# Trencacalders
El Trencacalders és una muntanya de 2.266 metres que es troba al municipi de Lladorre, a la comarca del Pallars Sobirà.